# Торгсин

Логотип Торгсина (1930—1936)

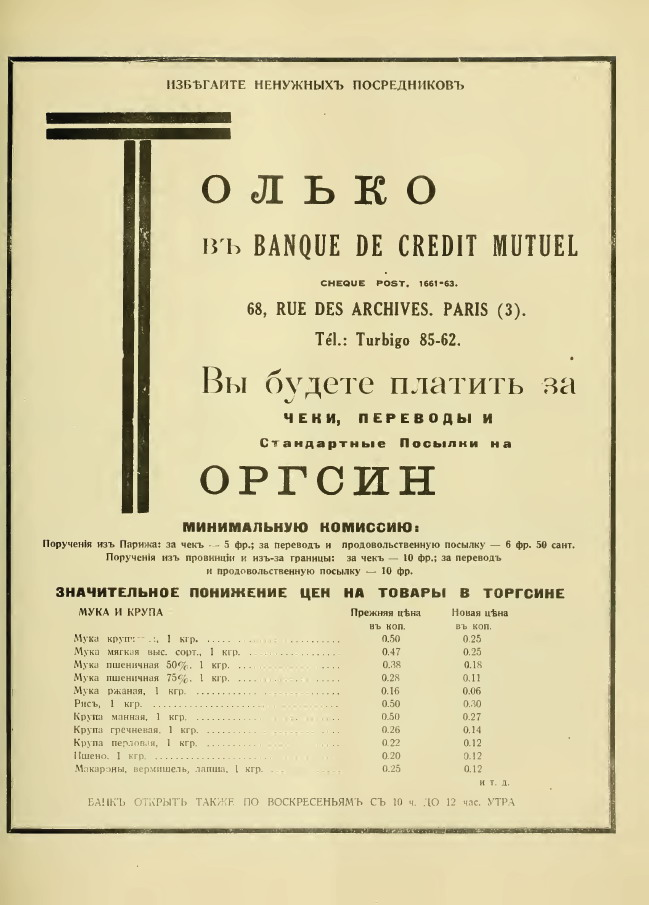
Реклама в парижском русском журнале «За рулём» с предложением низкой комиссии на отправку денежных переводов и продуктовых посылок через Торгсин. 1933 год

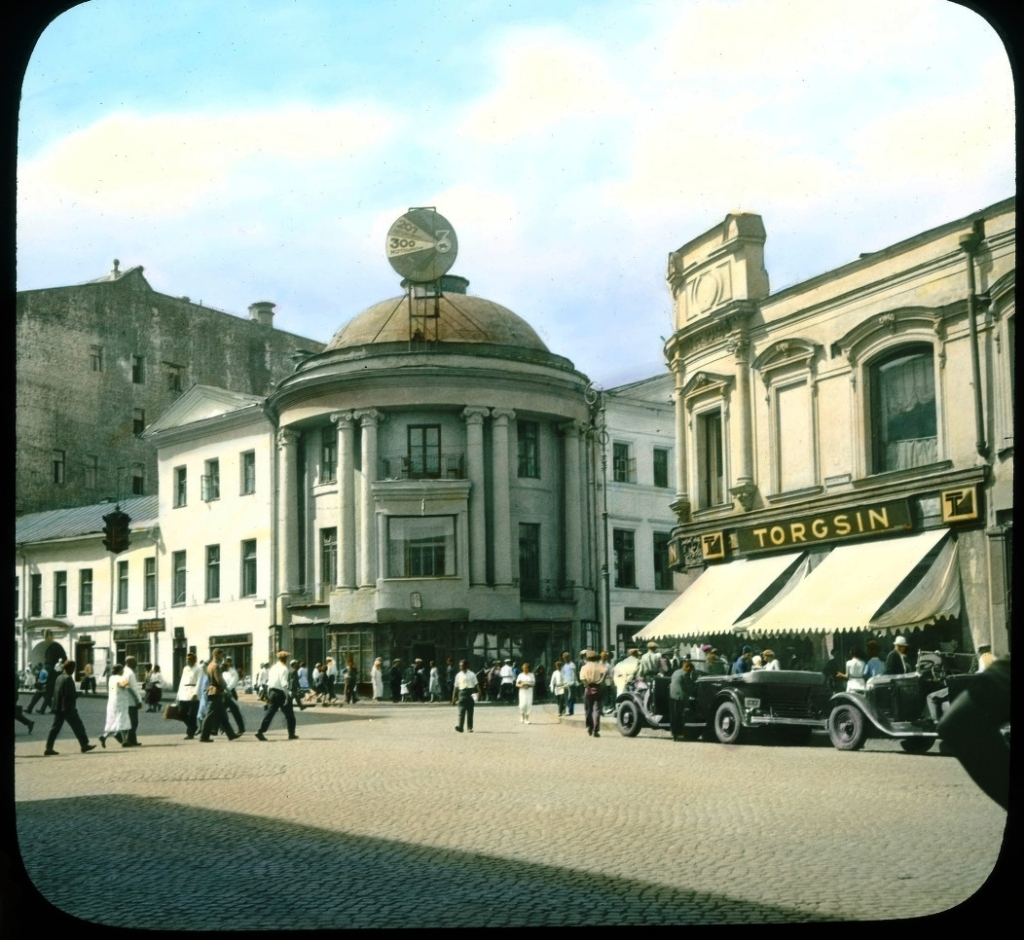
Здание Торгсина в Москве. 1931 год

Торгси́н (распространённая расшифровка Торговый синдикат, полное название Всесоюзное объединение по торговле с иностранцами) — государственная организация в СССР, занимавшаяся обслуживанием гостей из-за рубежа и советских граждан, имеющих «валютные ценности» (золото, серебро, драгоценные камни, предметы старины, иностранные деньги), которые они могли обменять на пищевые продукты и другие потребительские товары.
Создано 18 июля 1930 года, ликвидировано 1 февраля 1936 года. Торгсин получил свою печальную известность в голод 1932—1933 годов, когда он использовался советскими властями для пополнения бюджета за счёт продажи продуктов питания советским гражданам исключительно за валюту и драгоценности по завышенным ценам. Чистая выручка Торгсина за 5 лет работы составила примерно 270—283 млн золотых рублей. Название организации («торговля с иностранцами») озадачивало население, поскольку основу покупателей составляли советские граждане.

## История
Торгсин вначале имел лишь несколько магазинов в крупных городах, которые продавали антиквариат иностранным туристам.
Появление магазинов Торгсина в СССР имело под собой две основные предпосылки, во-первых, советскому правительству необходимы были иностранная валюта и имевшиеся на руках у населения ценности, во-вторых, покупательная способность рубля непрерывно снижалась, а в голодные годы и вовсе стремилась к нулю, поэтому никогда в советской истории рубль не назывался „твёрдой валютой“. Таким образом, в 1931 году советским гражданам было позволено приобретать товары в магазинах Торгсина за иностранную валюту, золото, серебро и драгоценные камни. Кроме того Торгсином принимались многие другие востребованные товары. Среди предлагаемой в Торгсине продукции были как и продукция советского производства, так и западные продукты питания, быта, одежды и другие товары повседневной необходимости, присланные западными странами в качестве гуманитарной помощи безвозмездно (организациями Charity Commissioners и прочими), что в советское время тщательно скрывалось, более того среди неграмотного населения властями целенаправленно насаждался стереотип, что это так „американские капиталисты наживаются на голодающем советском пролетариате“. Сдаваемые ценности конвертировались и вознаграждались строго по весу драгоценного металла или камней, таким образом, золотые ордена екатерининской эпохи оценивались так же как „зубное золото“, а серебряные античные монеты как советские полтинники. Во время голода 1932—1933 годов люди были вынуждены менять свои сбережения на еду. В 1933 году продукты питания составляли 80 % всех проданных в Торгсине товаров, причём на дешевую ржаную муку приходилась почти половина всех продаж. При этом розничные цены на продовольствие были в среднем в три раза выше, чем при крупнооптовой продаже за рубеж. Качество же товаров и обслуживания были на низком уровне, которое выражалось в продаже порченной продукции и в бесконечных очередях. В этом году Торгсин получил от населения 45 тонн чистого золота и почти 2 тонны серебра. С 1931 по 1936 год Торгсин добыл эквивалент 222 тонн чистого золота, при этом 70 % было получено от советских граждан. Золото принималось во всех видах: в слитках, ломе, монетах, украшениях и произведениях искусства. Любое изделие из золота во время оценки часто ломалось или разбиралось и его действительная ценность не учитывалась. Имелись также случаи злоупотребления среди персонала, такие, как обвешивание и обмеривание покупателей, воровство, занижение действительного веса драгоценных металлов и их пробы. Зачастую цены на отпускаемое продовольствие были сильно завышены. Так, цена на муку была выше мировых в три раза. Также и по другим товарам наблюдался большой ценовой разрыв:
|                    | Цены Торгсина | Цены экспорта на Запад | Цены Торгсина в % к ценам экспорта на Запад |
| ------------------ | ------------- | ---------------------- | ------------------------------------------- |
| Масло животное     | 550           | 324                    | 170,0                                       |
| Махорка            | 12            | 3                      | 400,0                                       |
| Сахар              | 300           | 91                     | 330,0                                       |
| Масло растительное | 400           | 105                    | 331,0                                       |

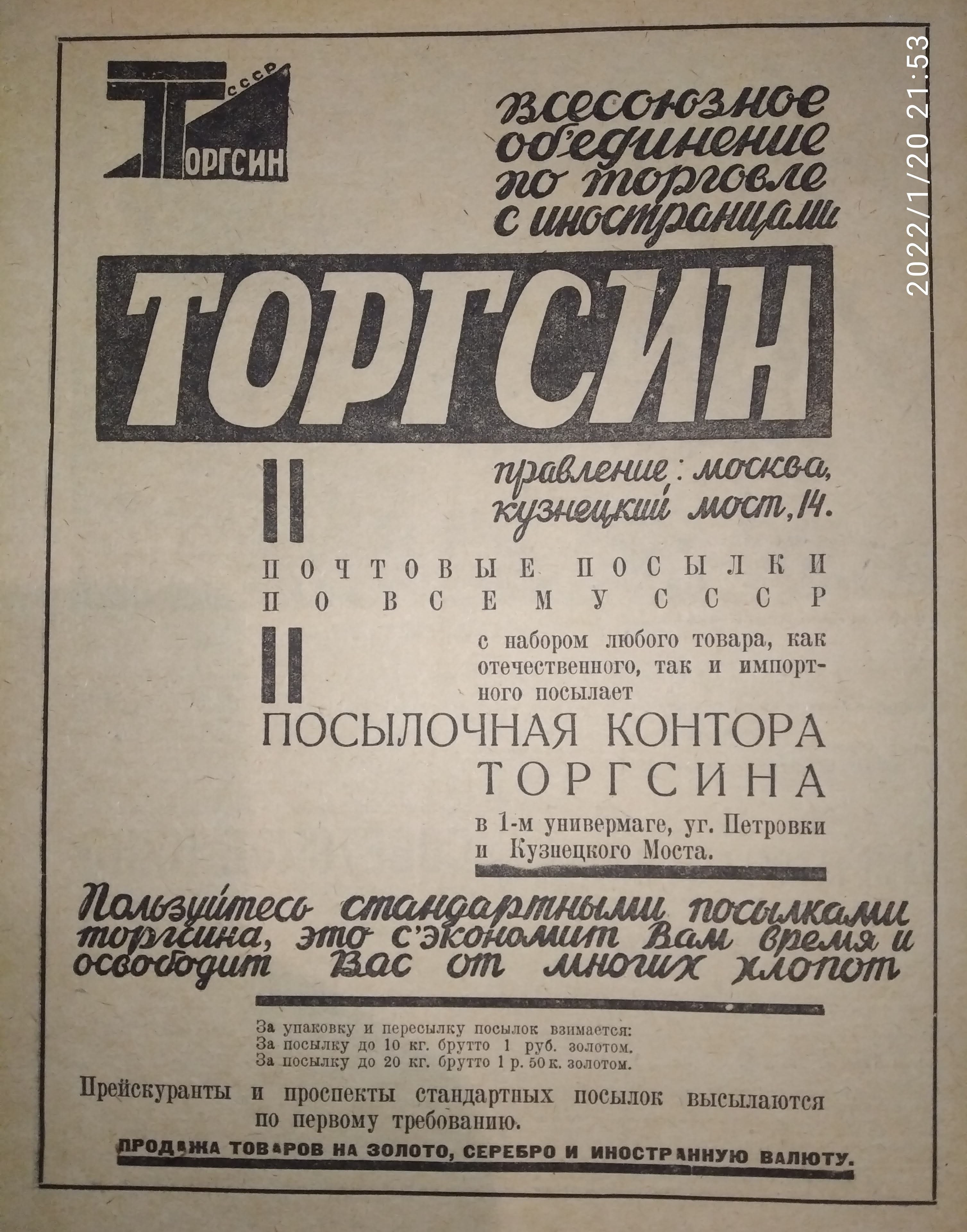
Реклама магазинов «Торгсин» в журнале «Огонёк» — № 13 (473) от 15 июня 1933 года

При этом ценообразование не было единым и систематичным. Цены могли быть ниже цен коммерческих магазинов, что приводило к спекуляциям, или сильно завышенными, что вызывало затоваривание складов и накопление излишков.

## Запрет на скупку церковных ценностей
Историк Елена Осокина отмечает, что Торгсин не имел права принимать церковные ценности, так как они по закону считались собственностью государства и подлежали конфискации (впрочем, Осокина приводит примеры, когда этот запрет нарушался работниками Торгсина, которые принимали за деньги церковные ценности).

## Деятельность

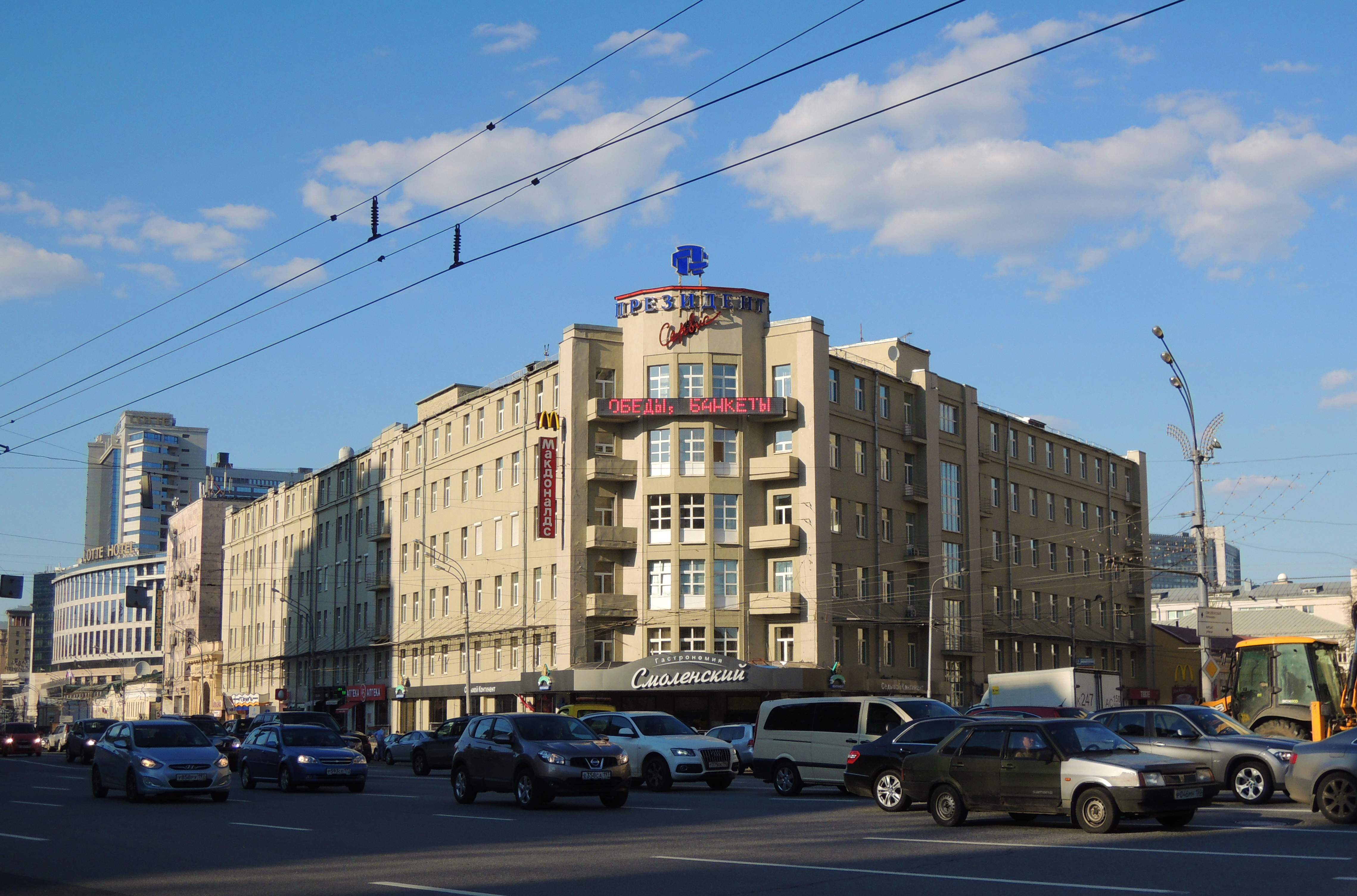
Здание Торгсина на Арбате

Торговые представительства Торгсина были разбросаны по всей стране. На 1 января 1934 их общее количество составляло в сумме 1477 торговых точек. В этом же году интерес граждан к товарам из Торгсина значительно упал из-за улучшения ситуации с продовольствием и количество представительств стало значительно снижаться до самой ликвидации Торгсина в 1936 году.

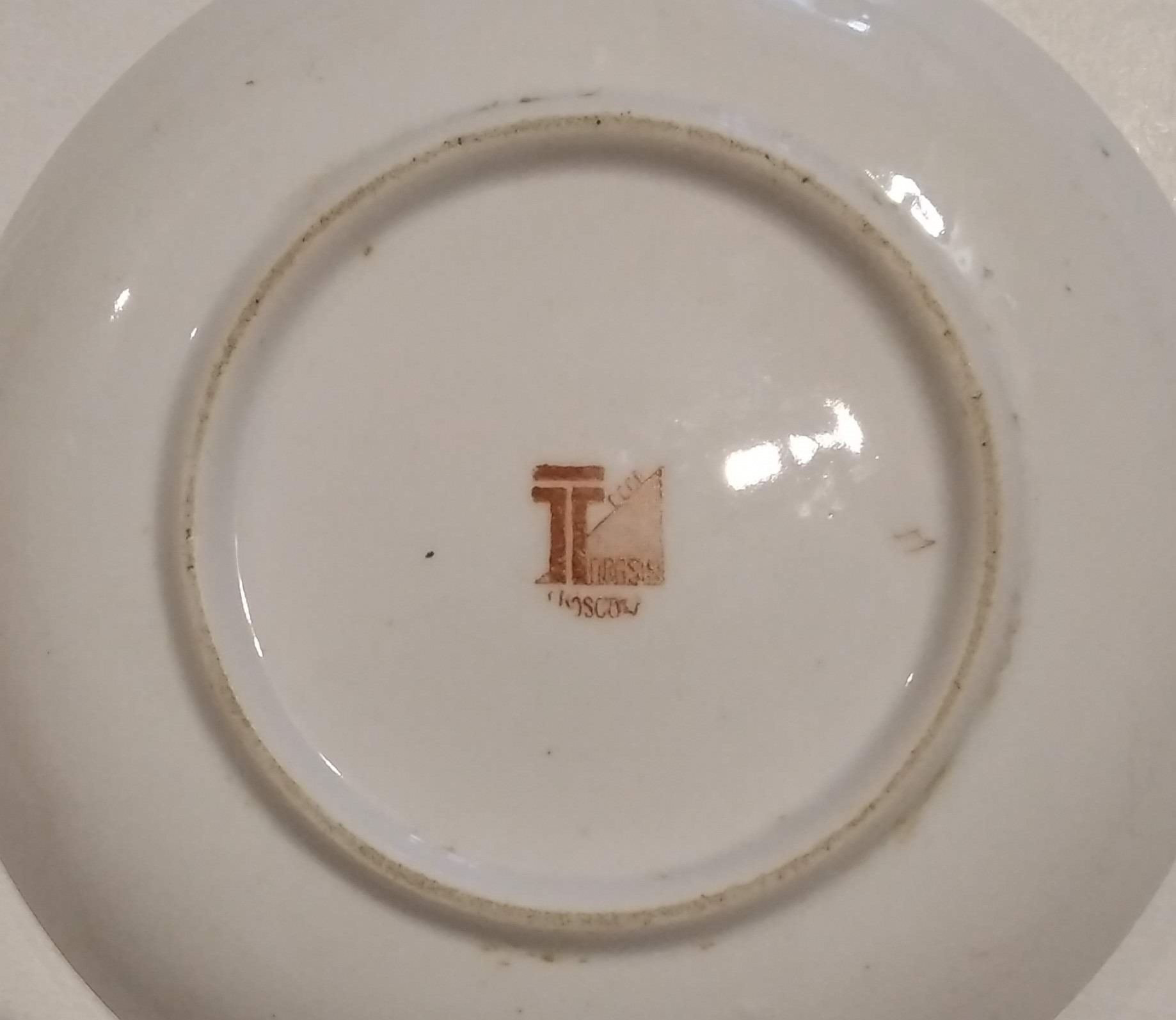
Небольшая тарелочка с клеймом «Торгсин» (Дмитровский фарфоровый завод / Вербилки)

В торговой сети «Торгсин», помимо прочего, были представлены также изделия из фарфора (посуда и прочее), выпускавшиеся на нескольких заводах, и обычно снабженные символикой «Торгсин» (символика/клеймо размещались, как правило, на донышке изделия).

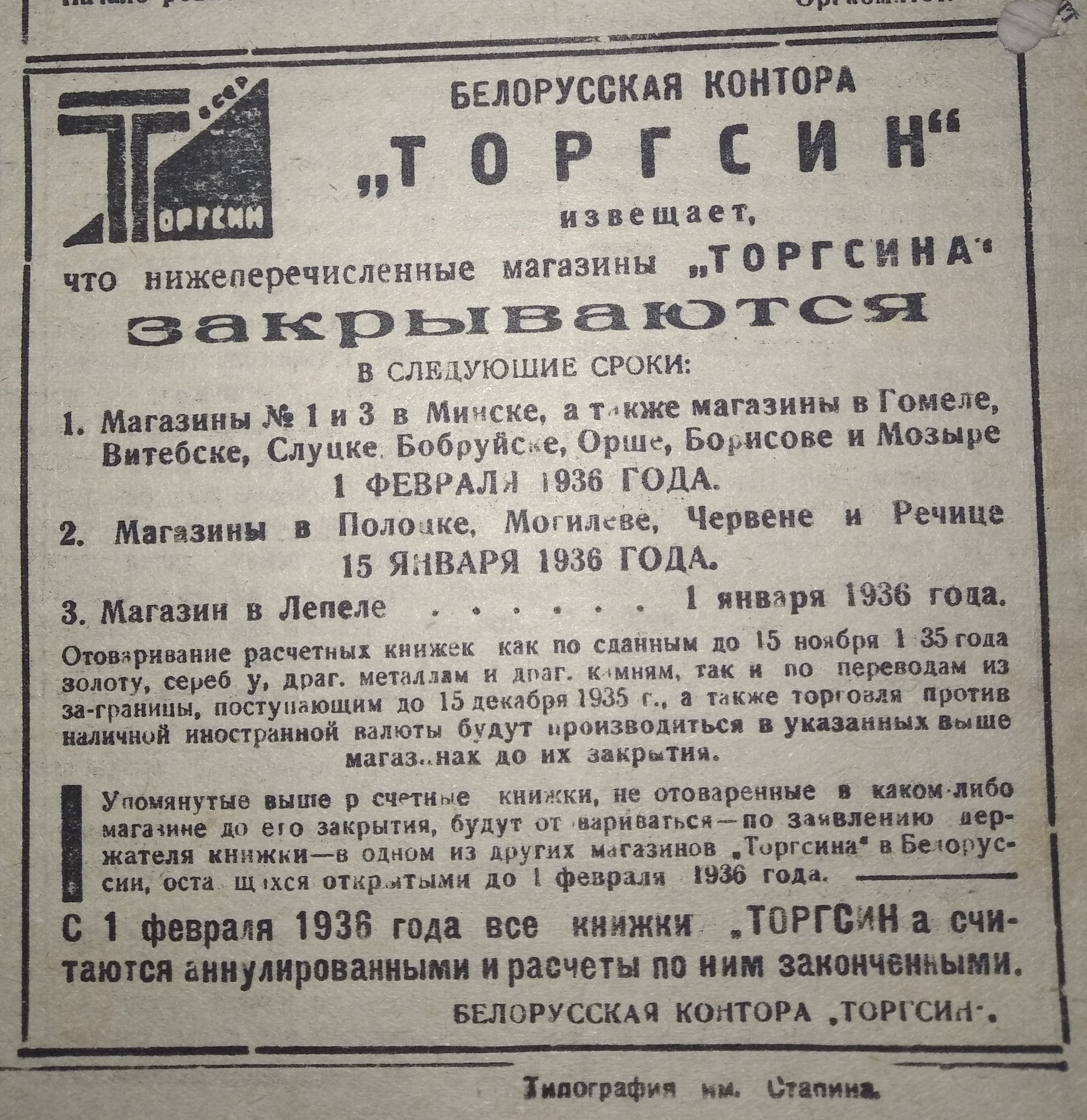
Газетное объявление о закрытии сети магазинов Торгсин (газета «Рабочий» № 260 (2209) от 24.11.1935 — БССР)

### В Москве
На ул. Арбат, № 50—52 — дом с гастрономом «Смоленский» (или «Гастроном» № 2; бывший магазин «Торгсин»), ныне так же гастроном. Здесь происходит один из эпизодов романа «Мастер и Маргарита». До Октябрьской революции здесь располагался ресторан Игнатия Александровича Зверева и лавки купца Троилина.
В 1928 году по проекту архитектора В. К. Олтаржевского на месте снесённых строений, со значительным отступом от прежней красной линии улицы, был построен дом для кооператива «Московское объединение». Здание имело 5 этажей, угловая часть была оформлена балконом, располагавшейся над трёхэтажным полукруглым эркером, и завершалась высоким пилоном с круглым окном и пирамидальным аттиком. Однако уже в начале 1930-х годов дом был перестроен архитектором В. М. Маятом: он надстроил 6-й этаж, сделал башню гранёной и поднял её на всю высоту прежнего аттика. По торцам пилонов и над входным вестибюлем были высечены крупные рубленые надписи «Универмаг Торгсин».

В 1936 году Торгсин был упразднён и, гастроном стал называться Смоленским (или № 2 после Елисеевского). Вплоть до середины 1970-х годов в верхних этажах находились квартиры, в основном коммунальные. Затем дом был расселён, а после ремонта верхние этажи отданы в распоряжение МИДа (местные жители прозвали его «ГастроМИД»), основное здание которого находится рядом на Смоленской площади. Второй крупнейший Торгсин в Москве располагался на пересечении улиц Петровка и Кузнецкий Мост. Существовала даже парикмахерская, входившая в систему Торгсин. Также в Москве магазины располагались: на Сретенке, улице Герцена, д.27 (Большая Никитская ул.), в районе Таганской площади, на улице Покровка, на площади Земляной Вал, и минимум два магазина на улице Горького (ул. Тверская). Правление располагалось по адресу: ул. Кузнецкий Мост, д. 14 в здании бывшего банкирского дома Братьев Джамгаровых.

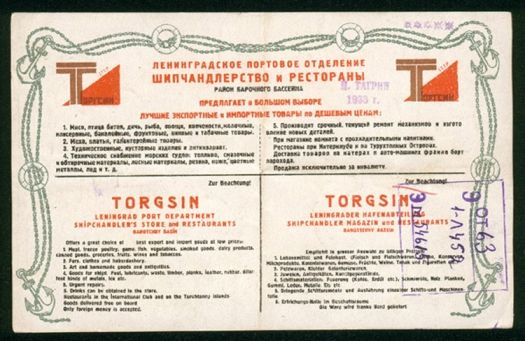
Реклама Ленинградского Торгсина. 1933 год

### В других регионах

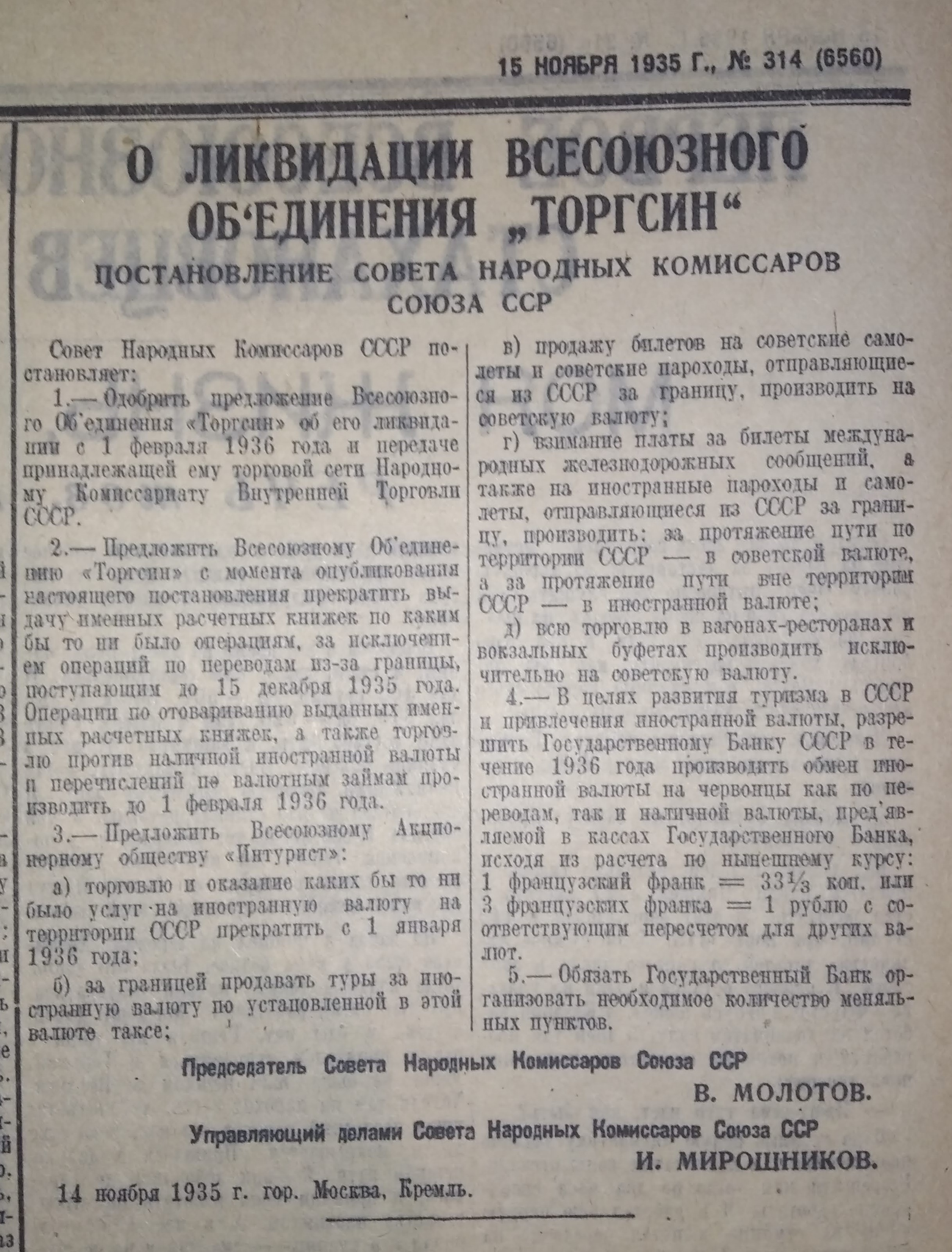
Объявление о ликвидации в/о «Торгсин» — газета «Правда» № 314 (6560), 15 ноября 1935

Региональная торговая сеть Торгсина была достаточно обширной. Так только в Черниговской области работали 21 магазин в сентябре 1933. Западно-Сибирской краевая контора Торгсина имела свои торговые точки в 22 населенных пунктах. Вятское отделение насчитывало 12 магазинов на территории бывшей Вятской губернии. Множество отделений Торгсина действовало в Ивановской области. Самарское отделение состояло из 13 торговых единиц. Магазины открывали также и в селах.

В витринах лавок по-прежнему вместо товаров и продуктов портреты Ленина и Сталина, пророков. Я удивляюсь тому, что лавки по закупке золота, так называемые магазины «Торгсин», переполнены. Здесь можно купить всё; немного дороже, чем за границей, но есть — всё. Таким образом из населения выдавливаются последние остатки золота, серебра и валюты. Повсюду по стране стоят эти золотые насосы. Даже в Красноводске, в глухомани, я видел «Торгсин».
— Рудольф Волтерс. «Специалист в Сибири»: Немецкий архитектор в сталинском СССР. — 1933.

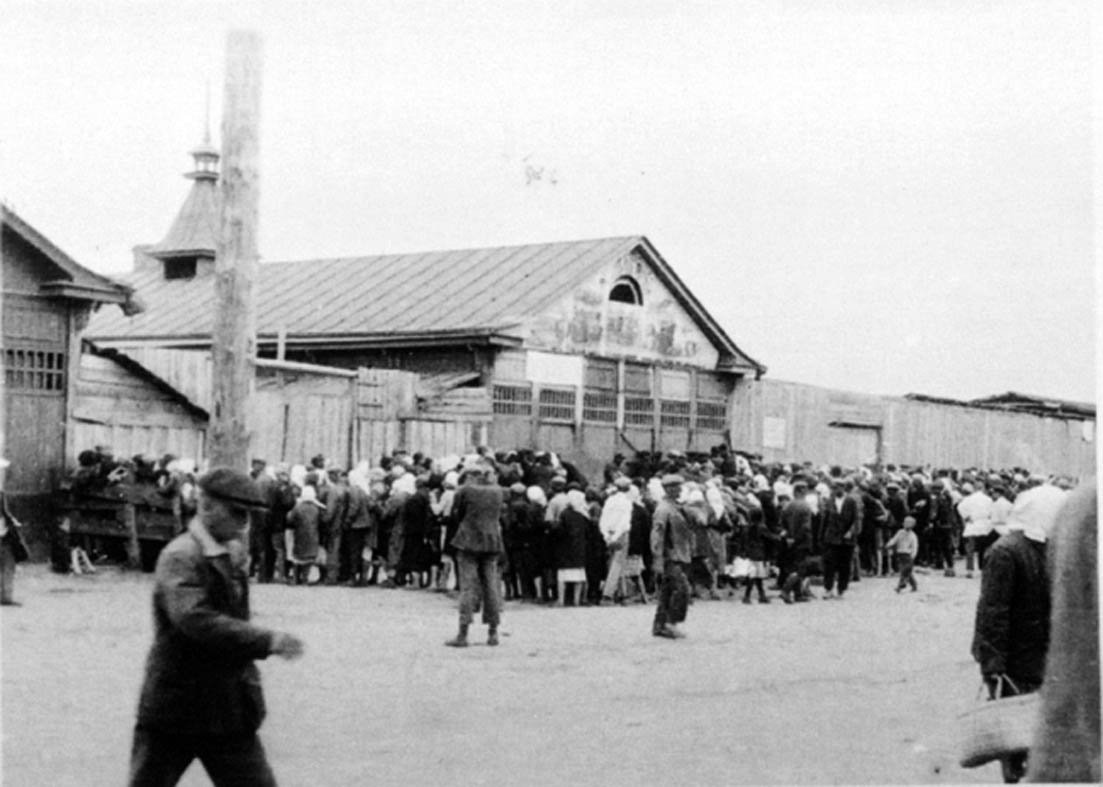
Очередь в торгсин в Харькове, 1932 год

В октябре 1931 года была создана Белорусская контора Торгсина.
В 1933 году торгсиновский рубль на рынке стоил 35—40 советских рублей, за доллар давали два рубля Торгсина:

в Оренбурге имелся магазин Торгсина, где в разгар голода можно было купить по ценам, подчас ниже мировых, продукты и качественную мануфактуру. Весь город взирал на него с жадностью. Только расплачиваться там надо было золотом, серебром или иностранной валютой. Я видел киргизов и русских мужиков, приносивших к заветному прилавку старинные персидские мониста, оклады икон чеканного серебра, и за эти произведения искусства, редкие монеты, купленные на вес, с ними расплачивались мукой, ситцем, кожей… Ссыльная буржуазия несла зубные коронки. На три сотни франков в месяц (примерно пятнадцать долларов) я мог жить и даже помогать вышедшим из тюрем товарищам. Обмен на рынке позволял добыть и дров на зиму, и чего-нибудь молочного. Один торгсиновский рубль стоил на рынке тридцать пять-сорок рублей бумажных; так что восьмидесятирублевая зарплата по ценам мирового рынка равнялась двум коммерческим рублям или примерно одному доллару»— Виктор Серж. От революции к тоталитаризму: Воспоминания революционера. — 1943.
Из воспоминаний Виктора Астафьева о голодных 1932—1933 годах:

В тридцать третьем году наше село придавило голодом. Замолкли песни, заглохли свадьбы и гулянки, притихли собаки, не стало голубей. Шумные ватаги ребятишек не сыпались на санках с яра, скотина во дворах ревела под ножом, кони начали падать среди улиц. Сразу захмурели и вроде бы состарились дома. Углы у них были, как челюсти у голодных людей, сухи и костлявы…
Город всегда был бедой и выручкой нашего села. Он потреблял сельскую продукцию: дрова, молоко, мясо, рыбу, овощи, ягоды. Он одевал и спаивал. Он был гостеприимен, пока получал из деревни что ему надо было. С пустыми руками и с порожними подводами город встречал мужиков неохотно. Он и сам был голоден, этот большой и теперь неприветливый город.
В тот год, именно в тот год, безлошадный и голодный, появились на зимнике мужики и бабы с котомками, понесли барахло и золотишко, у кого оно было, на мену, в «Торгсин».
— Виктор Астафьев. «Ангел-хранитель»: автобиографический рассказ. — 1967.

## Чеки Торгсина
Магазины Торгсина, или по-другому Торгового синдиката, обслуживали иностранцев и советских граждан, имевших «валютные ценности»: драгоценные вещи или конвертируемую валюту. Хранить валюту советским гражданам запрещалось, это считалось уголовно наказуемым преступлением, её в обязательном порядке следовало обменивать на чеки. Этот порядок сохранился до конца Советской власти, только вместо Торгсина завели магазины «Берёзка». Но тогда какая нам была разница — чеки или доллары? Главное, на чеки можно было купить в Торгсине продукты. Так и выжили, да ещё родне помогали. А в 1937 году переписку частных лиц с заграницей запретили, собственно, именно тогда и опустился окончательно «железный занавес».— 

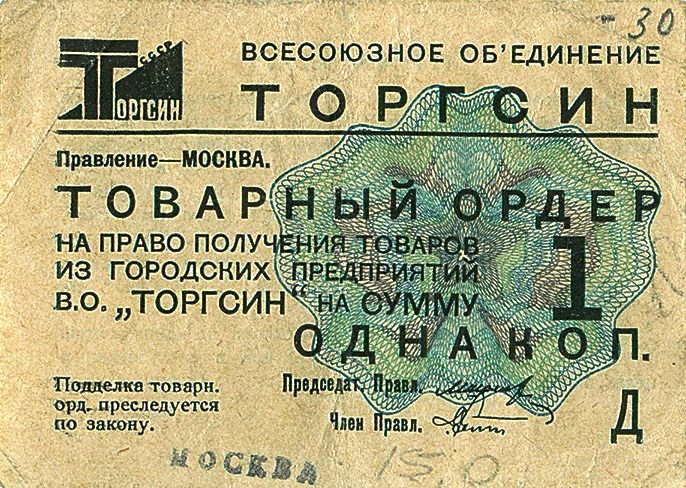
Чек Торгсина на одну копейку

В этой связи, процветал обмен валюты на чеки (официально чек Торгсина именовался «Товарный ордер на право получения товаров из городских предприятий в. о. „Торгсин“»), нередко прямо перед точками Торгсина, возле точек Торгсина клубились целые стаи разного рода теневых дельцов — спекулянтов, мошенников, воров и бандитских наводчиков. Многочисленными мошенниками практиковался «обмен», подошедшим гражданам в обмен на иностранную валюту подсовывались поддельные чеки или попросту «куклы» — пачки нарезанной бумаги с чеками, прикрывающими её с обеих сторон, после чего мошенники исчезали. Кроме того, мошенники пользовались тотальной неосведомлённостью советского человека, и предлагали обмен чеков торгсина на рубли «по курсу», подсовывая гражданам поддельные чеки. Государственные структуры также пользовались «серым» статусом «Торгсина» для собственного обогащения. Доходило до того, что сотрудники ОГПУ или РКМ по наводке своих сексотов выхватывали человека из очереди, при котором была крупная сумма валюты, и уводили «в отделение» «для выяснения обстоятельств», поэтому, при появлении людей в штатском длинные очереди под магазинами Торгсина сразу же в панике разбегались. Случались массовые облавы силами чекистов на очереди в Торгсин и посетителей магазинов под видом «мероприятий по борьбе с тунеядством». Задерживали так же возле магазинов, на входе в них или при выходе. Такие задержания с арестом и конфискацией носили повсеместный характер. Задержанных пытали, чтобы узнать где спрятаны ещё драгоценности и валюта, либо же заставляли писать родственникам за границу, чтобы те прислали ещё денег, и тому подобное. В силу этих причин, люди прибегали к разным хитростям. Уезжали в другой город, где их никто не знал, сдавать ценности и покупать товары. Во время сдачи драгоценностей и валюты, если видели знакомого, немедленно уходили из магазина, иногда даже оставляя ценности, возвращаясь назад через несколько часов. Опасения, что знакомые донесут «куда следует» об имевшемся у них золоте, были сильнее боязни его потерять. Как заключает по этому поводу Е. А. Осокина: «Казалось бы, что может быть героического в покупке хлеба или штанов? Но как свидетельствуют документы Торгсина, требовалась решимость — напряжение воли, преодоление сомнений и боязни, — чтобы войти в Торгсин. Кто знает, сколько бессонных ночей провели люди перед тем, как решиться переступить порог предприятия с загадочной вывеской „Торгсин“».

## Результаты деятельности
Торгсин принес государству 287 млн золотых рублей (по другим данным — 270 млн). Для сравнения: экспорт произведений искусства, осуществлявшийся в те же годы, дал 20 млн золотых рублей.
Ценности, которые купил Торгсин, покрыли (по их скупочной стоимости) более пятой части затрат на импортные закупки 1932—1935 гг. — решающих лет индустриализации.

За вычетом валютной затраты на импортные товары в размере 13,8 млн рублей, чистая валютная выручка Торгсина составила 273,4 млн рублей. Привлечённая сумма золотовалютных ценностей была сопоставима с расходами на оборудование для десяти гигантов социалистической промышленности: Горьковского автозавода (43,2 млн руб), Сталинградского тракторного (35 млн руб.), Автозавода им. Сталина (27,9 млн руб.), Днепростроя (31 млн руб.), Господшипника (22,5 млн руб.), Челябинского тракторного завода (23 млн руб.), Харьковского тракторного завода (15,3 млн руб.), Магнитогорского меткомбината (44 млн руб.), Кузнецка (25,9 млн руб.) и Уралмаша (15 млн руб.).

Таким образом, практически все «валютные ценности», сохранённые после революции 1917 года, в годы Гражданской войны и накопленные при НЭПе, были получены для осуществления планов индустриализации за счёт их изъятия у населения. Большая часть выручки была получена в годы сильного голода 1932—1933. При этом экспорт зерна из СССР хоть и уменьшился в результате низкой собираемости урожая, но не прекращался в этот период и составлял миллионы тонн в год.
Архивы в/о «Торгсин» в настоящее время находятся в РГАЭ (фонд 4433). В 2021 году архив пополнился сведениями по личному составу (фонд 4433, оп. 2).

## Председатели правления
- Моисей Израилевич Шкляр (1931—1932)
- Артур Карлович Сташевский (октябрь 1932— август 1934)[41]
- Михаил Абрамович Левенсон (ноябрь 1934—1936)[42]